# Galip Hamarat
Galip Hamarat (* 8. Juni 1984 in Ankara) ist ein türkischer Eishockeyspieler, der seit 2015 erneut beim Gümüş Patenler SK in der türkischen Superliga unter Vertrag steht.

## Karriere
Galip Hamarat begann seine Karriere als Eishockeyspieler beim Büyükşehir Belediyesi Ankara SK. 2002 wurde er mit dem Klub aus seiner Geburtsstadt türkischer Landesmeister. Von 2003 bis 2009 spielte für die Mannschaft der Polizeiakademie, die ebenfalls in Ankara beheimatet war. Mit den angehenden Ordnungshütern gewann er bis auf 2007 in jeder Spielzeit den Titel in der Superliga. Anschließend zog es ihn zum Universitätssportklub Ankara, mit dem er 2010 seinen siebten Landesmeistertitel errang. Von 2011 bis 2013 war stand er dann für den Başkent Yıldızları SK auf dem Eis. Mit seinem vierten Superligaklub errang er seine Titel Nummer acht und neun. Anschließend zog er sich vorübergehend aus der Superliga zurück und wechselte zum Gümüş Patenler SK in die zweite türkische Liga. Die Spielzeit 2014/15 verbrachte er beim Zeytinburnu Belediye SK, mit dem er seinen zehnten Meistertitel gewann. Trotz dieses Erfolgs kehrte er zu Gümüş, das inzwischen wieder in die Superliga aufgestiegen war, zurück und spielt dort seither.

### International
Im Juniorenbereich stand Hamarat für die Türkei erstmals 2001 beim Qualifikationsturnier für die U18-Weltmeisterschaft auf dem Eis. Dort gelang ihm mit seinem Team durch einen 5:4-Erfolg über Island die Qualifikation für die Division III im Folgejahr, bei der er ebenfalls eingesetzt wurde. Mit der U20-Auswahl seines Landes nahm er an der Division III der Weltmeisterschaft 2004 teil.
In der Herren-Nationalmannschaft spielte Hamarat bei den Weltmeisterschaften der Division II 2002, 2005, 2007, 2010, 2013 und 2014 sowie der Division III 2004, 2006, 2008, 2009, als er die beste Plus/Minus-Bilanz des Turniers aufwies, und 2012.

## Erfolge und Auszeichnungen
- 2002 Türkischer Meister mit Büyükşehir Belediyesi Ankara SK
- 2004 Aufstieg in die Division II bei der Weltmeisterschaft der Division III
- 2004 Türkischer Meister mit Polis Akademisi ve Koleji
- 2005 Türkischer Meister mit Polis Akademisi ve Koleji
- 2006 Aufstieg in die Division II bei der Weltmeisterschaft der Division III
- 2006 Türkischer Meister mit Polis Akademisi ve Koleji
- 2008 Türkischer Meister mit Polis Akademisi ve Koleji
- 2009 Aufstieg in die Division II bei der Weltmeisterschaft der Division III
- 2009 Beste Plus/Minus-Bilanz der Weltmeisterschaft der Division III
- 2009 Türkischer Meister mit Polis Akademisi ve Koleji
- 2010 Türkischer Meister mit dem Ankara Üniversitesi SK
- 2012 Aufstieg in die Division II, Gruppe B, bei der Weltmeisterschaft der Division III
- 2012 Türkischer Meister mit dem Başkent Yıldızları SK
- 2013 Türkischer Meister mit dem Başkent Yıldızları SK
- 2015 Türkischer Meister mit dem Zeytinburnu Belediye SK